# Echis ocellatus
Echis ocellatus är en ormart som beskrevs av Stemmler 1970. Echis ocellatus ingår i släktet Echis och familjen huggormar. Inga underarter finns listade i Catalogue of Life. Arten står för fler dödsfall till följd av bett i Afrika än alla andra afrikanska ormarter sammantaget.
Arten förekommer i västra Afrika från Tchad och Centralafrikanska republiken till Atlanten. Honor lägger ägg.